# Keszthely
Keszthely er en by i det vestlige Ungarn med 17.849(2024) indbyggere. Byen ligger i provinsen Zala ved bredden af landets største sø, Balatonsøen.